# Cartes du ciel (logiciel)
Pour l’article ayant un titre homophone, voir Carte du Ciel.
Cartes du ciel est un logiciel libre de planétarium et d’atlas céleste, sous licence Licence publique générale GNU pour GNU-Linux et Windows. Ce programme permet de dessiner des cartes du ciel d’après les données de 16 catalogues d’étoiles et de nébuleuses, ainsi que la position des planètes, astéroïdes et comètes.
Il est conçu de façon à pouvoir produire des cartes de tout type selon les besoins particuliers d’une observation.
Un grand nombre de paramètres permettent de choisir spécifiquement ou automatiquement quels catalogues sont utilisés, la couleur et la dimension des étoiles et nébuleuses, le mode de représentation des planètes, l’affichage de labels et de grilles de coordonnées, la superposition de photographies, les conditions de visibilités, etc.
Toutes ces possibilités en font un atlas céleste bien plus complet qu’un simple planétarium.